# فضاپیمای رباتیک

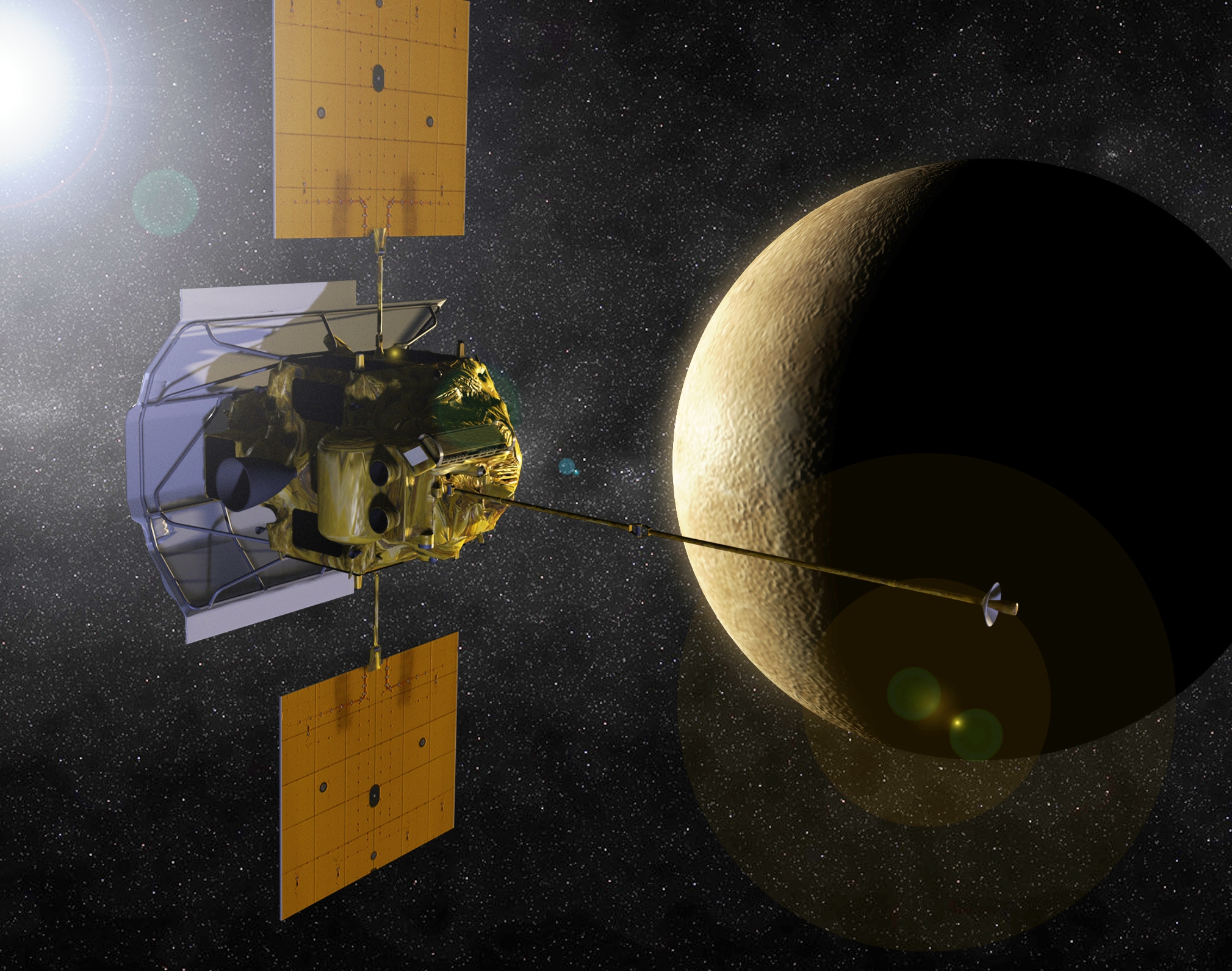
نمایش (کار هنری) فضاپیمای مسنجر در سیاره تیر

فضاپیمای رباتیک (به انگلیسی: Robotic spacecraft) گونه‌ای فضاپیما است که سرنشین انسانی ندارد و معمولاً از راه تله‌رباتیک کنترل می‌شود. فضاپیمای رباتیک برای انجام کارهای پژوهشی و اندازه‌گیری ساخته و فرستاده می‌شود. این گونه فضاپیماها معمولاً کاوشگر فضایی نامیده می‌شوند.
مأموریت‌های فضایی بیشتر توسط تلاش‌های تله روباتیک به جای سرنشین‌دار صورت می‌گیرد، و این به‌خاطر توجه به مخاطره‌های کم‌تر و هزینه‌های پایین‌تری است که فضاپیماهای رباتیک دربردارند. علاوه بر این، در برخی از مقصدهای فضایی سیاره‌ای مانند زهره یا رفتن به مجاورت سیارهٔ مشتری با توجه به فن‌آوری‌های کنونی برای بقای انسان، بیش از ناسازگار هستند. سیاره‌های بیرونی مانند زحل، اورانوس و نپتون چنان برای رسیدن به آن‌ها با فناوری کنونی پروازهای فضایی با سرنشین، دور هستند که تنها راه برای کشف آن‌ها استفاده از تله‌روباتیک و کاوشگرهای فضایی است.
بسیاری از ماهواره‌های بشری نیز خود فضاپیمای رباتیک هستند، برخی به عنوان سطح‌نشین یا سطح‌نورد مانند کاوشگرها و مریخ نوردها به‌کار گرفته می‌شوند.